# Werkuha Getachew
Werkuha Getachew (* 7. Dezember 1995) ist eine äthiopische Leichtathletin, die sich auf den Hindernislauf spezialisiert hat.

## Sportliche Laufbahn
Werkuha Getachew trat erst 2020 international in Erscheinung und verblüffte im Jahr 2021 in Hengelo mit einem Rennen über 800 Meter, das sie mit neuem äthiopischen Landesrekord von 1:56,67 min gewann und damit als Medaillenkandidatin für die Olympischen Spiele in Tokio galt, bei denen sie aber wegen eines Konflikts mit dem äthiopischen Verband nicht an den Start gehen durfte. Im Jahr darauf fokussierte sie sich auf den 3000-Meter-Hindernislauf und siegte im Juni in 9:36,81 min bei den Afrikameisterschaften in Port Louis. Anschließend erreichte sie bei den Weltmeisterschaften in Eugene das Finale und gewann dort mit neuem Landesrekord von 8:54,61 min die Silbermedaille hinter der Kasachin Norah Jeruto. Im August siegte sie in 9:06,19 min beim Herculis in Monaco und wurde dann beim Memorial Van Damme in Brüssel in 9:08,03 min Dritte.
2021 wurde Getachew äthiopische Meisterin im 800-Meter-Lauf sowie 2022 über 3000 Meter Hindernis.

## Persönliche Bestleistungen
- 800 Meter: 1:56,67 min, 8. Juni 2021 in Hengelo (äthiopischer Rekord)
- 1500 Meter: 4:10,0 min, 11. April 2021 in Addis Abeba
  - 3000 Meter (Halle): 8:41,95 min, 14. Februar 2022 in Val-de-Reuil
- 3000 m Hindernis: 8:54,61 min, 20. Juli 2022 in Eugene (äthiopischer Rekord)